# 新鸿路站
新鸿路站位于成都市成华区一环路东二段与成华大道新鸿路路口北侧，是成都地铁6号线的一座地下车站，于2020年12月18日启用。本站在规划阶段曾用名“新鸿路北站”。

## 车站结构
新鸿路站为地下二层13米宽岛式站台车站。
| 地面              | 0    | 出口A–D                                                                                                 |
| 地下一层          | 站厅 | 自助购票 客服中心                                                                                       |
| 地下二层          | 站台 | \| \| \| 6号线往望丛祠（建设北路） \| \| 島式 · 開左邊车门 \| \| \| \| \| \| 6号线往兰家沟（玉双路） \| |
|                   |      | 6号线往望丛祠（建设北路）                                                                               |
| 島式 · 開左邊车门 |      | |
|                   |      | 6号线往兰家沟（玉双路）                                                                                 |

## 出入口
本站目前开放6个出入口。
|              |                     |                                    |      |
| 编号         | 设施                | 指示                               | 照片 |
|              |                     | 一环路东二段、猛追湾东街           |      |
| 出口 · B · 1 | 无障碍电梯          | 成华大道新鸿路、新鸿南二巷         |      |
| 出口 · B · 2 |                     | 一环路东三段、建设北巷             |      |
| 出口 · C · 1 |                     | 成华大道新鸿路                     |      |
| 出口 · C · 2 |                     | 一环路东三段                       |      |
| 出口 · D     | 无障碍卫生间 哺乳室 | 建设南一路、一环路东二段、培华西路 |      |

## 未来发展
未来，成都地铁12号线也将经过该站，并与6号线在此换乘。